# Bomolocha complanalis
Bomolocha complanalis är en fjärilsart som beskrevs av Paul Dognin 1914. Bomolocha complanalis ingår i släktet Bomolocha och familjen nattflyn. Inga underarter finns listade i Catalogue of Life.